# ヤマナカハヤ
ヤマナカハヤ（やまなかはや　山中鮠　Rhynchocypris lagowskii yamamotis）は、カラアブラハヤ R. lagowskii の富士五湖固有亜種である。アブラハヤの地域個体群であるとする説もある。

## 分布
山中湖、本栖湖、西湖、河口湖およびその流域河川とその水系群に属する用水路。精進湖、周辺の四尾連湖などでの記録もある。

## 形態
全長8 - 12cm。近縁亜種のアブラハヤに非常によく似ている。本亜種のほうがより小型である。水切りは鋭い。アブラハヤとの最大の違いは尾柄の高さである。相模川水系のアブラハヤは尾柄の高さも含め本種によく似る。

## 生態
開放的な止水域を好むものと思われる。これはアブラハヤが中流の流れがある場を好むのと大きく異なる。アブラハヤ同様浅瀬に生息するが、ヤマナカハヤの生息地の浅瀬の底は火山岩であるため、アブラハヤの生息環境と大きく異なる。繁殖行動、繁殖期、食性などは不明である。

## 保存状況
1980年代から本亜種が意識され始めた。しかし標本はタイプ標本3個体と国立科学博物館所蔵の4個体のみ。個体数は非常に少ないと推測されており、湖に侵入したオオクチバスをはじめとする外来魚が原因と考えられている。ただし、個体数の把握は進んでいない。そのため環境省は情報不足に指定している。
情報不足（DD）（環境省レッドリスト）
また、山梨県のレッドリストでも、同様の理由で情報不足に指定されている。